# I tro under himmelens skyar
I tro under himmelens skyar är en psalm om kyrkan och gudsfolket av Göran Widmark, skriven år 1945 i Tornedalen. Koralen i E-moll, 2/4, är av Emil Törnvall och från 1902. Psalmen skrevs ursprungligen för Tornedalen, varför första strofens tredje rad ursprungligen löd: "och än genom Tornedals byar", men ändrades till "och än genom städer och byar". Från början diktade Widmark endast fyra strofer, men på uppmaning tillkom även den femte; någon tornedaling menade att en psalm borde sluta i himlen. Så blev det. Men den slutar som de andra "än räckes Guds frälsning / till den som sig ångrar och tror".
Andra strofens femte rad lydde ursprungligen: "kring sockenkyrkans altar han samlar än sitt folk", men ändrades senare av ekumeniska hänsyn till "kring helga nattvardsbordet han samlar än sitt folk".
Psalmen är för övrigt en av endast tre psalmer i Den svenska psalmboken 1986 som är från 1940-talet; de båda andra är Du är större än mitt hjärta och Sorlet har dött.
Första versen är hämtad från Matteusevangeliet 9:35 och Markusevangeliet 1:15. Tredje versen är hämtad från Lukasevangeliet 12:49 och Markusevangeliet 16:15. Femte versen är hämtad från Uppenbarelseboken 14:1-3. I Herren Lever 1977 är koralsatsen skriven av Ingemar Braennstroem.

## Publicerad i
- Sions Sånger 1951 som nummer 89.
- Herren Lever 1977 som nummer 898 under rubriken "Att leva av tro - Skuld - förlåtelse".[1]
- Sions Sånger 1981 som nummer 68 under rubriken "Nådekallelsen".
- Ekumeniska delen av den svenska psalmboken (dvs psalm 1-325 i Den svenska psalmboken 1986, Cecilia 1986, Psalmer och Sånger 1987, Segertoner 1988 och Frälsningsarméns sångbok 1990) som nummer 228 under rubriken "Bättring - omvändelse".
- Psalmboken för Den ursprungliga apostolisk lutherska förstföddas församling i Sverige (även kallad Västlaestadianerna) som nummer 169.
- Svensk psalmbok för den evangelisk-lutherska kyrkan i Finland (1986) som nummer 427 under rubriken "Kallelse och efterföljd"